# 阿茨费尔德
阿茨费尔德是德国莱茵兰-普法尔茨州的一个市镇。总面积19.38平方公里，总人口1342人，其中男性672人，女性670人（2011年12月31日），人口密度69人/平方公里。